# Lupton (Arizona)
Lupton – jednostka osadnicza w Stanach Zjednoczonych, w stanie Arizona, w hrabstwie Apache.